# Mazlumder
Der Verein für Menschenrechte und Solidarität mit den Unterdrückten (türkisch İnsan Hakları ve Mazlumlar İçin Dayanışma Derneği, kurz: Mazlumder oder Mazlum Der) wurde am 28. Januar 1991 von 54 Personen in Ankara gegründet. Dort ist auch die Zentrale angesiedelt. Bis zum Jahre 1997 hatte Mazlum-Der 13 Zweigstellen und 4.000 Mitglieder.

## Aufbau
Der Verein wurde in Ergänzung zum Menschenrechtsverein IHD und der Menschenrechtsstiftung der Türkei TIHV gegründet, die zu Beginn die Probleme von streng gläubigen Muslimen eher ausklammerten. Neben der Zentrale des Vereins in Ankara gibt es Zweigstellen in Ağrı, Afyon, Akyazı, Ankara, Batman, Bursa, Diyarbakır, Gaziantep, Hatay, İstanbul, İzmir, Kayseri, Kocaeli, Konya, Kütahya, Malatya, Sakarya, Sivas, Şanlıurfa, Trabzon, Uşak und Van. Es existieren fünf Abteilungen, die für die Organisation, Schulung, Medien, soziale Beziehungen und Recht zuständig sind. Sechs Kommissionen arbeiten zu spezifischen Problemen. Der wichtigste Ausschuss ist die Kommission, die sich mit Menschenrechtsverletzungen allgemein auseinandersetzt und sie dokumentiert. Zu den Problemen in den kurdischen Gebieten arbeitet eine Kommission, die sich „Südost-Kommission“ nennt.

## Schwerpunkte der Arbeit
Der Verein hat sich den Schutz der Menschenrechte in und außerhalb der Türkei zum Ziel gesetzt. Mit diesem Ziel organisiert er Veranstaltungen und veröffentlicht Publikationen wie Jahresstatistiken etc. Gleichzeitig möchte er den Opfern von Menschenrechtsverletzungen Hilfestellung leisten. Zu den in Türkisch veröffentlichten Berichten gehören:
- Bericht zur moslemisch-türkischen Minderheit in Westthrakien (2012)
- Chronologie des Kopftuchverbots 1964–2011
- Menschenrechtsbericht Afghanistan 2011
- Menschenrechtsbericht Tunesien 2011
- Menschenrechtsbericht Bangladesch 2011

## Behinderung der Arbeit
Es hat nicht nur gegen den IHD, sondern auch gegen Mazlumder mehrere Prozesse gegeben und im Jahre 1999 wurden Zweigstellen in den kurdischen Gebieten (in Urfa und Malatya) durch Anordnungen von Gouverneuren vorübergehend geschlossen. Am 19. Juni 1999 wurden landesweit die Zentrale und alle Zweigstellen durchsucht und wichtiges Material (auch in den Büros von Vorstandsmitgliedern) beschlagnahmt. Es gab auch unbegründete Verdächtigungen der Verbindung zu bewaffneten islamistischen Gruppen. So wurde Özkan Hoşhanlı, ehemaliger Vorsitzender der Zweigstelle in Malatya, zu 15 Monaten Freiheitsstrafe verurteilt, weil er sich an Demonstrationen im April und Mai 1999 gegen das Kopftuchverbot beteiligt haben sollte. Nach den Demonstrationen in Malatya hatte der Staatsanwalt die Todesstrafe wegen „des Versuchs, öffentliche Unruhe zu erzeugen mit dem Ziel der gewaltsamen Änderung der verfassungsmäßigen Ordnung der Türkei“ gefordert.